# Lords of the Boards
«Lords of the Boards» — третий сингл группы Guano Apes и последний сингл с их дебютного альбома Proud Like a God. Песня достигла 10-го места в Германии и Австрии и получила золотой сертификат в Германии в 1999 году. Песня была написана для чемпионата Европы по сноуборду 1998 года.

## Клип
Официальный клип составлен из кадров живых выступлений группы в нескольких разных местах. Он был опубликован на видеохостинг YouTube 15 февраля 2011 года. По состоянию на июнь 2022 года он набрал 8,5 миллионов просмотров.

## Трек-лист
| №  | Название                | Длительность |
| -- | ----------------------- | ------------ |
| 1. | «Lords of the Boards»   | 3:43         |
| 2. | «Crossing the Deadline» | 3:25         |
| 3. | «Suzie»                 | 3:22         |

## Чарты

### Еженедельные чарты
| Чарт (1997-1999)                  | Высшая позиция |
| --------------------------------- | -------------- |
| Австрия (Ö3 Austria Top 40)       | 10             |
| Бельгия (Ultratop 50 Flanders)    | 11             |
| Нидерланды (Single Top 100)       | 80             |
| Германия (Official German Charts) | 10             |
| Швейцария (Schweizer Hitparade)   | 34             |

### Годовые итоговые чарты
| Чарт 1998                        | Позиция |
| -------------------------------- | ------- |
| Germany (Official German Charts) | 80      |

| Чарт (1999)                      | Позиция |
| -------------------------------- | ------- |
| Germany (Official German Charts) | 59      |